# Горња Пиштана
Горња Пиштана је насељено мјесто у Славонији. Припада граду Ораховици, у Вировитичко-подравској жупанији, Република Хрватска.

## Географија
Горња Пиштана се налази око 5 км западно од Ораховице.

## Становништво
Према попису становништва из 2011. године, Горња Пиштана је имала 5 становника.
| Националност       | 1991. | 1981. | 1971. | 1961. |
| Срби               | 108   | 77    | 162   | 172   |
| Хрвати             | 5     | 5     | 7     | 2     |
| Југословени        | 4     | 58    | 3     |       |
| остали и непознато | 3     | 1     | 3     |       |
| Укупно             | 120   | 141   | 175   | 174   |

| Демографија | Демографија | Демографија |
| Година      | Становника  | Становника  |
| ----------- | ----------- | ----------- |
| 1961.       | 174         |             |
| 1971.       | 175         |             |
| 1981.       | 141         |             |
| 1991.       | 120         |             |
| 2001.       | 13          |             |
| 2011.       |             | 5           |